# Magdalena Wiedenhofer

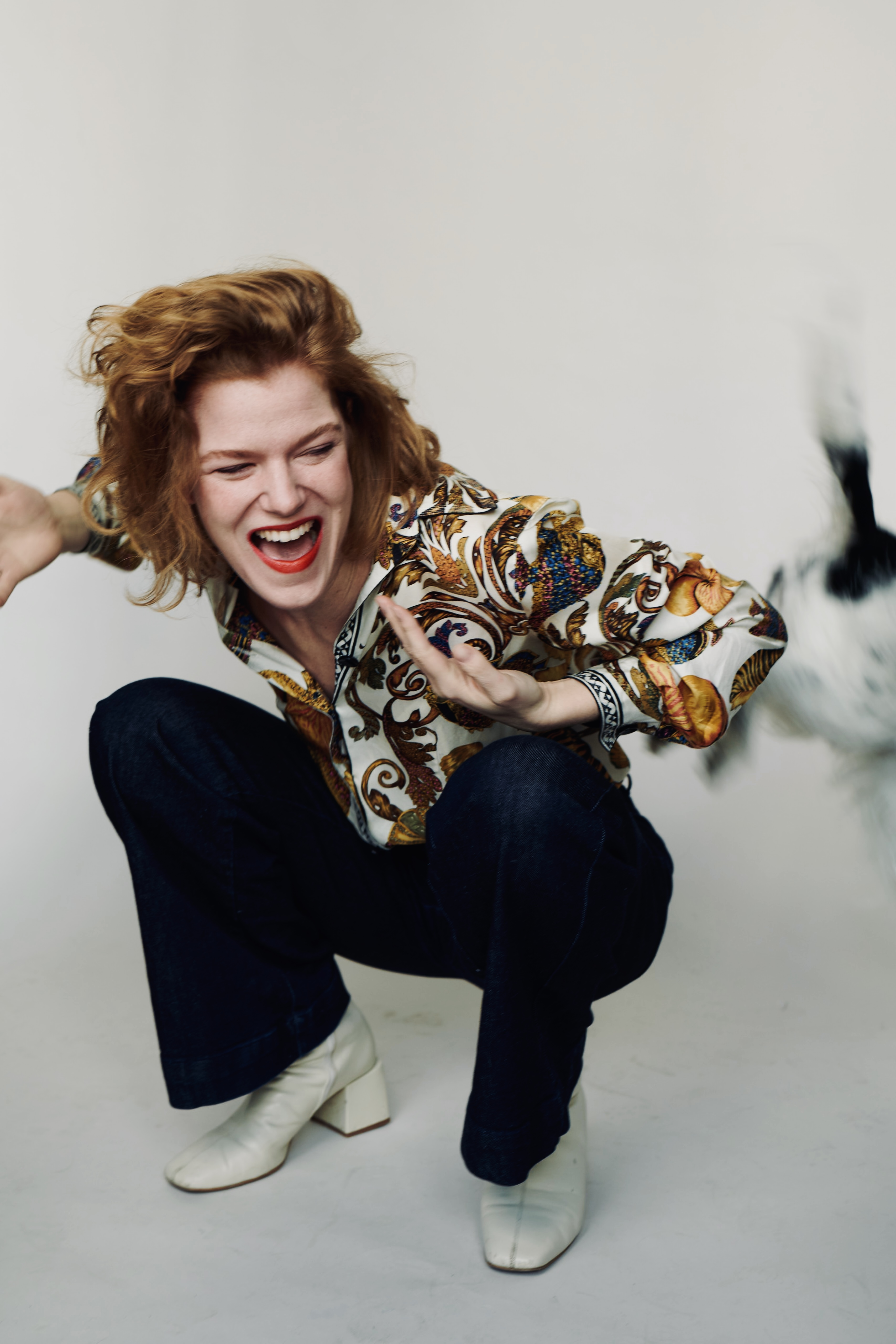
Magdalena Wiedenhofer (2023)

Magdalena Wiedenhofer (* 1989 in Basel) ist eine Film- und Theaterschauspielerin, Sprecherin und Regisseurin.

## Leben
Magdalena Wiedenhofer wuchs deutsch-französisch in einer Opernsängerfamilie auf und lebt in Berlin.
Im Châtelet de Paris begann sie mit sieben Jahren als „Petite Fille“ in „60e Parallèle“. Weitere Inszenierungen folgten in Deutschland. Mit 17 Jahren arbeitete sie als freie Regieassistentin in Deutschland und Frankreich und inszenierte ihre ersten Stücke. 2009–2013 studierte sie unter der Künstlerischen Leitung von Luk Perceval an der Akademie für Darstellende Kunst Baden-Württemberg in Ludwigsburg Schauspiel, erhielt währenddessen ihre ersten Festengagements am Staatstheater Wiesbaden und Münchner Volkstheater und drehte mit der Filmakademie Ludwigsburg ihre ersten Kurzfilme.
Sie arbeitete u. a. mit den Filmregisseuren Maurice Hübner, Shirel Peleg, Elke Hauck, Samira Radsi, Kai Wessel und Connie Walter sowie Theaterregisseuren Falk Richter, Lilja Ruprecht, Christian Stückl und Mina Salehpour.
Im Theater ist Magdalena Wiedenhofer weiterhin zu sehen in Der Hauptmann von Köpenick am ATZE Musiktheater Berlin und Die Dreigroschenoper als Polly Peachum am Münchener Volkstheater.
Während der COVID-19-Pandemie machte sie 2021 eine Ausbildung zur traumasensiblen Körpertherapeutin und 2022 zur Yogalehrerin.

## Filmographie
- 2011: Die Ahnungslosen, Regie: Fabian Fornalski
- 2011: Abgekühlt, Regie: Tobias Dietz
- 2011: Irren, Regie: Christoph Hertel
- 2011: Lena Fauch und die Tochter des Amokläufers, Regie: Kai Wessel
- 2018: Ein kurzer Scheissfilm, Regie: David Wagner
- 2020: Curfew Calls, Regie: Oliver Mohr
- 2020: Der Alte (Fernsehserie, Folg Chancenlos), Regie: Marcus Ulbricht
- 2021: 23 Jumpstreet, Regie: Bjarne Meisel
- 2022: Hubert ohne Staller (Fernsehserie, Folge Ein Paket zuviel), Regie: Carsten Fiebeler
- 2022: Ostfriesennacht, Regie: Johannes Fabrick
- 2023: SQUETSCH 'Prof.Kuchen', Regie: Theresa Worm
- 2023: SQUETSCH 'Ein Diktator beim Arbeitsamt', Regie: Alexander Peskador
- 2023: Boom Boom Bruno, Regie: Maurice Hübner
- 2023: Die Rosenheim-Cops, Regie: Manuel Grabmann
- 2024: Der Alte (Fernsehserie, Folge Blumen des Bösen), Regie: Elke Hauck
- 2024: Die Liebeskümmerer, Regie: Shirel Peleg
- 2025: Watzmann ermittelt (Fernsehserie, Folge Vermisst), Regie: Felix Bärwald

## Theater
- 2023: Und dann kam Mirna, als großer Mensch/Musikerin, Regie: Ercan Karacayli, TorturmTheater
- 2023: Wenn der Regen kommt, als Kai, Regie: Anton Krause, HAU Berlin
- 2023: Geheimlich, als Sie, Regie: Katharina Wiedenhofer, Theaterhaus Frankfurt
- 2022: Wie ich wurde, was ich wurde – Der Hauptmann von Köpenick, als Frau Lambsdorff/Musikerin, Regie: Thomas Sutter, ATZE Musiktheater
- 2021: Zerbombt, als Kate, Regie: Linus König, Landungsbrücken Frankfurt
- 2020: Der Hauptmann von Köpenick – Ein Videoereignis, als Sie, Regie: Linus König, Landungsbrücken Frankfurt
- 2019: Sagt der Walfisch zum Thunfisch, als ICH, Regie: Ute Bansemir, Titania Theater Frankfurt
- 2019: KunstReGen, als Lena, Regie: Celestine Hennermann, Theaterhaus Frankfurt
- 2014–2018: Die große Schau 1–10, Redaktionsteam: Leon Pfannenmüller, Jakob Schreier, Chiara Grabmayer, Bulgan Molor-Erdene, Magdalena Wiedenhofer, Münchner Volkstheater
- 2017: Der große Gatsby,[3] als Daisy Fey, Regie: Abdullah Kenan Karaca, Volkstheater München
- 2017: Baumeister Solness[3] als Frau Aline Solness, Regie: Christian Stückl, Volkstheater München
- 2017: Indika[4] als Magadha, Regie: Sankar Venkatesweran, Volkstheater München
- 2016: Dämonen,[4] als Jenna, Regie: Nicolas Charaux, Volkstheater München
- 2016: Unschuld,[4] als Rosa, Regie: Lilja Rupprecht, Volkstheater München
- 2015: Siegfried, als Kriemhild Regie: Christian Stückl, Volkstheater München
- 2015: Sein oder Nichtsein,[4] als Anna, Regie: Mina Salehpour, Volkstheater München
- 2015: Tage der Dunkelheit,[4] als Gandhari, Regie: Sankar Venkatesweran Volkstheater München
- 2015: Schuld und Sühne,[4] als Dunja, Regie: Christian Stückl, Volkstheater München
- 2014: Woyzeck, als Marie, Regie: Abdullah Kenan Karaca, Volkstheater München
- 2014: Ein Wintermärchen, als Hermione, Regie: Christian Stückl, Volkstheater München
- 2013: Die Dreigroschenoper, als Polly Peachum, Volkstheater München
- 2013: Ghetto, als Chaja, Regie: Christian Stückl, Volkstheater München
- 2013: Unter der roten Laterne,[5] als Klärchen, Regie: Ansgar Weiger, Hessisches Staatstheater Wiesbaden
- 2013: FaustIn and Out, als Gretchen, Regie:Tilman Gersch, Hessisches Staatstheater Wiesbaden
- 2012: Frühlingserwachen,[6] als Wendla Regie: Tilman Gersch Hessisches Staatstheater Wiesbaden

## Sprecherin
- 2023: Der Sandmann, ETA Hofmann, Festival Aix en Provence
- 2023: Wenn der Regen kommt, HAU Berlin
- 2012: Panta Rhei Film, Milena